# Almost a Wild Man
Almost a Wild Man è un cortometraggio muto del 1913 diretto da Dell Henderson e sceneggiato da William Beaudine, che appare anche come aiuto regista di Henderson.

## Produzione
Il film fu prodotto dalla Biograph Company.

## Distribuzione
Distribuito dalla General Film Company, il film - un cortometraggio del 175,5 metri - uscì nelle sale cinematografiche statunitensi il 19 giugno 1913.
Nelle proiezioni, veniva programmato con il sistema dello split reel, accorpato in un'unica bobina con un altro cortometraggio diretto da Dell Henderson, la commedia The Rise and Fall of McDoo.
Copie della pellicola sono conservate negli archivi del Museum of Modern Art.